# بیس (دیمتیلارسینو) بنزن-۱، ۲
بیس(دیمتیلارسینو)بنزن-۱،۲ (به انگلیسی: 1,2-Bis(dimethylarsino)benzene) با فرمول شیمیایی C
۱۰As
۲H
۱۶ یک ترکیب شیمیایی با شناسه پاب‌کم ۸۳۲۶۱ است. که جرم مولی آن 286.0772 g mol-۱ می‌باشد. شکل ظاهری این ترکیب، مایع بی‌رنگ است.